# Villogorgia
Villogorgia är ett släkte av koralldjur. Villogorgia ingår i familjen Plexauridae.

## Dottertaxa tillVillogorgia, i alfabetisk ordning[1]
- Villogorgia acanthostoma
- Villogorgia alternans
- Villogorgia arbuscula
- Villogorgia atra
- Villogorgia bebrycoides
- Villogorgia brunnea
- Villogorgia ceylonensis
- Villogorgia circium
- Villogorgia citrina
- Villogorgia compressa
- Villogorgia dubia
- Villogorgia fallax
- Villogorgia flabellata
- Villogorgia flagellata
- Villogorgia flavescens
- Villogorgia foliata
- Villogorgia fruticosa
- Villogorgia glaesaria
- Villogorgia gracilis
- Villogorgia inermis
- Villogorgia intricata
- Villogorgia mabalith
- Villogorgia mauritiensis
- Villogorgia nigrescens
- Villogorgia nozzolea
- Villogorgia robusta
- Villogorgia rubra
- Villogorgia serrata
- Villogorgia spatulata
- Villogorgia teretiflora
- Villogorgia timorensis
- Villogorgia tuberculata